# Reliable Pictures Corporation
Reliable Pictures Corporation foi uma companhia cinematográfica estadunidense, formada por Harry S. Webb e Bernard B. Ray em 1933. Foi responsável pela produção de 48 e ditribuição de 20 filmes entre 1933 e 1937.

## Histórico

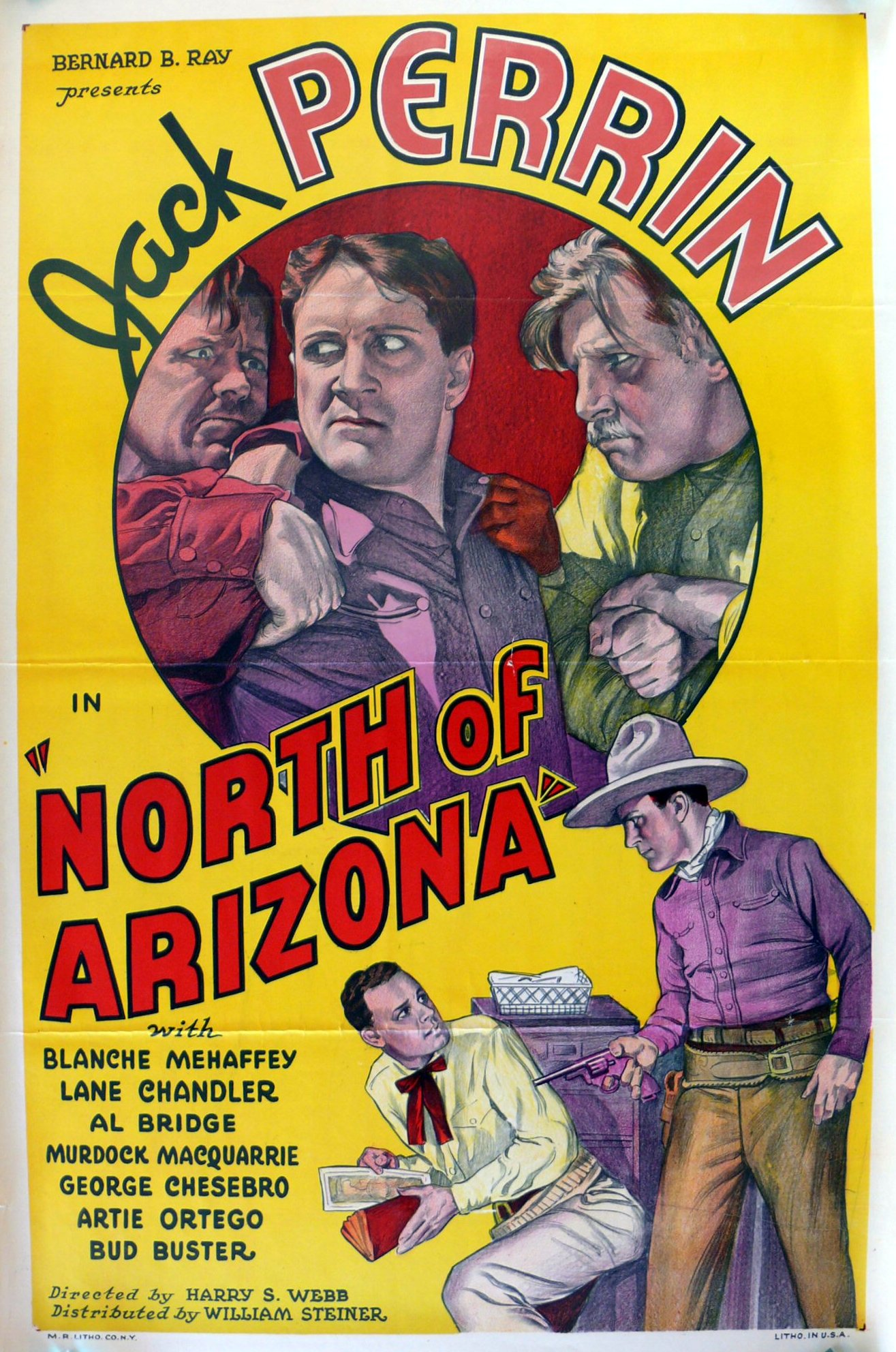
Cartaz de North of Arizona, produção associada da Reliable Pictures Corporation e da Metropolitan Pictures produzido em 1935, dirigido por Harry S. Webb.

O cineasta Harry S. Webb e o ex-supervisor de laboratório da Biograph, cinegrafista, montador, assistente de diretor e técnico de efeitos especiais Bernard B. Ray, em associação com John R. Freuler, criaram a companhia cinematográfica Bernard B. Ray Productions. Após ela falir, Webb e Ray criaram, em 1933, a Reliable Pictures Corporation (originariamente chamada Rayliable), que possuía seus estúdios na esquina de Sunset Boulevard com Beachwood Drive, em Hollywood. A Reliable produziu e lançou muitos Westerns, começando com Girl Trouble, em 1933, até o fechamento da companhia, em 1937. A produção final foi The Silver Trail, com Rex Lease, em 1937.
A principal estrela da Reliable foi Tom Tyler, que atuou em 18 Westerns de baixo orçamento para a companhia, com pouco êxito devido ao pouco investimento. Além de Tyler, havia outros cowboys como Jack Perrin e Ben Corbett. Além dos oito westerns “Bud’n Ben”, Jack Perrin também participou de meia dúzia de westerns de longa-metragem para a Reliable. Outro trunfo da companhia foi o astro canino Rin-Tin-Tin Jr.
Webb e Ray posteriormente criaram também a Metropolitan Pictures, em 1931, cuja produção se estendeu até 1940, com a última produção Pinto Canyon. Webb passou a produzir, então, westerns para a Monogram Pictures.

## Filmografia parcial
- The Silver Trail (1937)
- Santa Fe Rides (1937)
- Vengeance of Rannah (1936)
- Ridin' On (1936)
- Skull and Crown (1935)
- Trigger Tom (1935)
- The Silver Bullet (1935)
- Tracy Rides (1935)
- The Fighting Pilot (1935)[4]
- Wolf Riders (1935)
- Coyote Trails (1935)
- North of Arizona (1935)
- Loser's End (1935)
- Unconquered Bandit (1935)
- The Cactus Kid (1935)
- Terror of the Plains (1934)
- Fighting Hero (1934)
- Rawhide Mail (1934)
- Arizona Nights (1934)
- Mystery Ranch (1934)[5]
- Girl Trouble (1933)